# マリア・アメリア・デ・ブラガンサ
マリア・アメリア・デ・ブラガンサ（ポルトガル語: Maria Amélia de Bragança, 1831年12月1日 - 1853年2月4日）は、ブラジル皇帝ペドロ1世の皇女。ブラジル皇女（princesa do Brasil）の称号を持っていた（ポルトガル王女の称号は持っていない）。

## 生涯
ペドロ1世と2度目の皇后アメリー・ド・ボアルネ（ナポレオン1世后ジョゼフィーヌの孫）の一人娘として、パリで生まれた。出生当時、父はその弟ミゲルとポルトガル王位を巡って戦争状態にあった。
1834年、父は内戦に勝利し、王権を娘マリア2世（マリア・アメリアの異母姉）の手に取り戻した。しかしその年のうちにペドロは結核で急死し、翌年にはマリア女王と結婚していた母方の叔父、ロイヒテンベルク公アウグストも病死した。
1852年2月、猩紅熱を患う。同年初夏、オーストリア皇帝フランツ・ヨーゼフの次弟マクシミリアン（後メキシコ皇帝）の地中海巡幸の折、マクシミリアンと再会して恋に落ち婚約する。母ゾフィー大公妃が賛同したため、フランツ・ヨーゼフ帝も婚約を許可し、この婚約は1853年初頭にも発表される予定だった。
しかし、8月にマリア・アメリアは、マデイラ諸島・フンシャルで静養し、翌1853年2月肺結核のため21歳で病死した。遺体は聖アントニオ修道院に葬られた。